# Jutta Leerdam
Jutta Monica Leerdam ('s-Gravenzande, 30 dicembre 1998) è una pattinatrice di velocità su ghiaccio olandese.

## Carriera
Leerdam è diventata campionessa del Mondo juniores ai Campionati mondiali di pattinaggio di velocità juniores 2017 a Helsinki. L'anno successivo, ai Campionati Mondiali Juniores di pattinaggio di velocità 2018 a Salt Lake City, nello Utah, è arrivata seconda dietro alla connazionale Joy Beune.
Durante la stagione 2017-2018 ha vinto la ISU Junior World Cup Speed Skating negli eventi 1000m e 1500m. È diventata anche campionessa olandese di sprint junior. Nel 2018 è diventata professionista.

## Vita privata
Dal 2023 frequenta il pugile, youtuber e attore statunitense Jake Paul, con cui è attualmente fidanzata.

## Palmarès

### Olimpiadi
- 1 medaglia:
  - 1 argento (1000 m a Pechino 2022)

### Mondiali distanza singola
- 7 medaglie:
  - 4 ori (sprint a squadre a Inzell 2019; 1000 m e sprint a squadre a Salt Lake City 2020; 1000 m a Heerenveen 2023)
  - 1 argento (1000 m a Heerenveen 2021)
  - 2 bronzi (500 m a Heerenveen 2023; 1000 m a Calgary 2024)

### Europei
- 1 medaglia:
  - 1 oro (1000 m a Heerenveen 2020)

### Coppa del Mondo
- Miglior piazzamento nella Coppa del Mondo 500 m: 20ª nel 2019
- Miglior piazzamento nella Coppa del Mondo 1000 m: 4ª nel 2020

### Mondiali juniores
- 12 medaglie:
  - 5 ori (classifica generale, 1500 m e inseguimento a squadre a Helsinki 2017; inseguimento a squadre e sprint a squadre a Salt Lake City 2018)
  - 5 argenti (500 m, 1000 m, 1500 m, 3000 m e classifica generale a Salt Lake City 2018)
  - 2 bronzi (500 m e 3000 m a Helsinki 2017)